# Párty hry

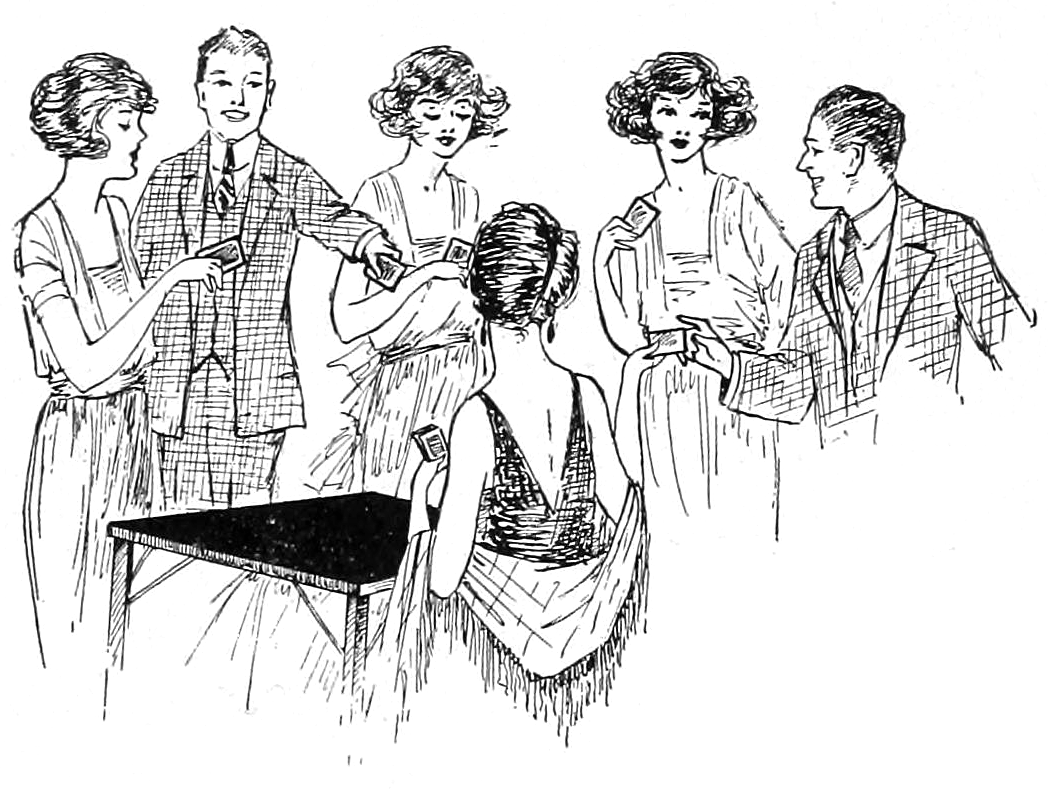
Lidé hrající karty.

Párty hry jsou hry, které mají společných několik vlastností, jež jsou vhodné pro zábavu ve středně velké společnosti.
- Počet účastníků je flexibilní a obvykle větší. Tradiční vícehráčové stolní hry jsou obvykle pro čtyři až šest hráčů, zatímco počet účastníků párty her zpravidla nebývá shora omezen. Mnoho párty her dělí hráče na zhruba dva stejně početně týmy.
- Hráči se mohou na hře podílet různými způsoby. Ne každý se chce maximálně snažit, aby vyhrál, proto by dobrá párty hra měla mít více možností, jak ji hrát. Například nechci vymýšlet slavné osobnosti, chci je jen hádat.
- Vyloučení hráče by mělo být výjimečné. Monopoly (nebo odvozenina Dostihy a sázky) jsou například docela špatná párty hra, protože ten, kdo zbankrotuje, musí pouze sedět a čekat, což v případě této hry může trvat i hodiny.
- Hry nemusí být soutěžního charakteru.
- Párty hry jsou často spojeny s alkoholem a erotikou.
- Některé párty hry si můžete i vytisknout a nemusíte tak platit stokoruny za hru v krabici.

## Některé párty hry
- Vadí nevadí
- Flaška
- Bum bum
- Macháček (hra)
- Lístečky s úkoly
- Líbání karty
- Na Upíry
- Twister
- Já nikdy ..., nebo varianta "já jsem ..."
- Prošívání
- Mafie (párty hra) ("město Palermo spí")
- Anténky, někdy známé též jako Paka, lidé hrající tuto hru evokují tento název
- Tichá pošta
- Otázky a odpovědi